# ناحیه یریم
ناحیهٔ یریم (به عربی: مدیریة یریم) یک ناحیه در یمن است که در استان اب واقع شده‌است. ناحیهٔ یریم ۱۷۵٬۰۱۴ نفر جمعیت دارد.